# Uve Teschner
Uve Teschner (* 1973 in Leipzig) ist ein deutscher Synchronschauspieler, Hörspiel- und Hörbuchsprecher.

## Leben
Uve Teschner absolvierte in Potsdam ein Musikstudium mit den Schwerpunkten Gesang und Gitarre. Seit 2007 ist er als freiberuflicher Sprecher für Hörspiele und Hörbücher tätig. In dem 2013 veröffentlichten, ungekürzten Hörspiel Amokspiel nach einem Roman von Sebastian Fitzek sprach er unter der Regie von Johanna Steiner und an der Seite von Vera Teltz die Rolle des SEK-Polizisten Oliver Götz. Zu den von ihm gelesenen Hörbüchern zählen Das Spiel der Nachtigall von Tanja Kinkel (zusammen mit Katrin Fröhlich), zahlreiche Romane von Greg Iles, Die Larve und Koma von Jo Nesbø, Der Krater von Douglas Preston, Sebastian Deisler, Zurück ins Leben von Michael Rosentritt oder Aschenputtel von Kristina Ohlsson.
Teschner ist regelmäßiger Sprecher der Lauscherlounge Records, für das Deutsche Zentrum für barrierefreies Lesen (früher Deutsche Zentralbücherei für Blinde Leipzig) oder auch des Ronin Hörverlags. Er spricht Englisch, Russisch und Italienisch und spielt akustische Gitarre, E-Gitarre, E-Bass und Morin Khuur.

## Hörbücher (Auswahl)
- 2012: Der Prophet des Todes von Vincent Kliesch, Random House Audio
- 2012: Biest von Jenk Saborowski, OSTERWOLDaudio, ISBN 978-3-86952-131-2.
- 2013: Totenkünstler von Chris Carter, Hörbuch Hamburg, ISBN 978-3-86909-128-0.
- 2013: SCHATTENSTILL von Tana French, Argon Verlag, ISBN 978-3-7324-1137-5 (ungekürzt: Audible, 2012)
- 2013: Das Schweigen der Lämmer von Thomas Harris (Hörbuch-Download), Random House Audio, ISBN 978-3-8371-1976-3
- 2014: Der Totschläger von Chris Carter, Hörbuch Hamburg, ISBN 978-3-86909-142-6.
- 2014: Der Code von Fredrik Olson, OSTERWOLDaudio, ISBN 978-3-86952-243-2.
- 2015: Die stille Bestie von Chris Carter, Hörbuch Hamburg, ISBN 978-3-86909-174-7.
- 2017: Durst von Jo Nesbø, Hörbuch Hamburg ISBN 978-3-95713-087-7.
- 2018: 12 Monkeys von Elizabeth Hand, Ronin-Hörverlag, 1995 ISBN 978-3-10-401376-3
- 2018:  Fallen Universe von Kris Brynn, Lübbe Audio, 2018, ISBN  978-3-7325-6703-4
- 2019: Perry Rhodan – Das größte Abenteuer von Andreas Eschbach, Argon Verlag, 2019 ISBN 978-3-83981-689-9
- 2019: Die Stille des Todes – Inspector Ayala ermittelt von Eva García Sáenz Argon Verlag
- 2020: Die Tribute von Panem – Das Lied von Vogel und Schlange von Suzanne Collins, Oetinger Media, ISBN  978-3837311495
- 2021: Wattenmeermord – Ein Pellworm-Krimi von Katja Lund und Markus Stephan, Random House Audio
- 2021: J.K. Rowling: Die Märchen von Beedle dem Barden, der Hörverlag, ISBN 978-3-8445-4544-9, u. a. gemeinsam mit Dela Dabulamanzi und Cathlen Gawlich
- 2021: Sofía Segovia: Das Flüstern der Bienen, Hörbuch Hamburg, ISBN 978-3-95713-235-2 (gemeinsam mit Reinhard Kuhnert)
- 2021: Henri Faber: Ausweglos, der Audio Verlag, ISBN 978-3-7424-2084-8 (gemeinsam mit Simon Jäger, Vera Teltz und Philipp Schepmann)
- 2022: Lenz Koppelstätter: BEI DEN TANNEN (Band 7 der Serie "Commissario Grauner ermittelt"), Argon Verlag, ISBN 978-3-7324-5635-2 (Hörbuch-Download)
- 2023: Mona Nikolay: Hochmut kommt vor dem Farn, Argon Verlag, ISBN 978-3-7324-0604-3 (Manne Nowak 3)
- 2024: Nathan Hill: Wellness, Hörbuch Hamburg, ISBN 978-3-86952-598-3 (Roman)
- 2025: Lenz Koppelstätter: Ein Schimmern am Berg, Argon Verlag, ISBN 978-3-7324-7487-5 (Commissario Grauner - Band 10, Hörbuch-Download)

## Hörspiele (Auswahl)
- 2012: Abschiedsgeschenk – Regie: Christoph Dietrich (NDR)
- 2013: Als Deadshot in Batman: Gotham Knight, Folge 3 (Monster) – Regie: Sebastian Pobot (Highscoremusic)[2]
- 2014: Point Whitmark, Folge 39 (Das Feld beim Krähenhaus) – Regie: Volker Sassenberg (Decision Products/Europa)[3]
- 2014: Glashaus, Staffel 1 – Regie: Johanna Steiner (Lauscherlounge/Audible)[4]
- seit 2014: Als Edgar Allan Poe in den Serien Sherlock Holmes & Co. und Die geheimnisvollen Fälle von Edgar Allen Poe und Auguste Dupin (Romantruhe)
- 2015: The Walking Dead (Lübbe Audio)
- seit 2019: The Lovecraft 5 (als Charles)
- 2022: Van Dusen (Holysoft)

## Synchronrollen (Auswahl)

### Filme
- 2011: Mark Atteberry als Canvasser in The Future
- 2011: Mark Aaron Buerkle als Dr. Orth in Scream 4
- 2012: Oscar Isaac als Outcome #3 in Das Bourne Vermächtnis
- 2013: Stephen Rider als Admiral Rochon in Der Butler
- 2014: Enzo Cilenti als Wachturmwächter in Guardians of the Galaxy
- 2015: Hai-Long Bao als Lamjav in Der letzte Wolf
- 2017: Joe Manganiello als Deathstroke in Justice League
- 2020: Jeremy Shamos als Irvin in Ma Rainey’s Black Bottom
- 2021: Joe Manganiello als Deathstroke in Zack Snyder’s Justice League
- 2022: Peter McDonald als GCPD Det. William Kenzie in The Batman
- 2024: Rob Delaney als Peter Wisdom in Deadpool & Wolverine

### Serien
- 2014: Eric Lange als Scott Tunnicliff in CSI: Vegas
- 2014: Andonis Anthony als Niall Gilbert in Inspector Banks
- 2015: Rudolf Martin als Dimitri Groshkov in Legends
- 2015: Brendan Wayne als Renny in Sons of Anarchy
- 2017: Rudolf Martin als Levon Tibibian in Lethal Weapon
- 2021: Bradley Whitford als Colonel Flynn in What If…?
- 2021: Atsushi Imaruoka als Rudolf Stroheim in JoJo’s Bizarre Adventure
- 2022: Ebon Moss-Bachrach als Arvel Skeen in Andor
- 2024: Derek Arnold als Ki-Adi-Mundi in The Acolyte